# Бахтин, Юрий Георгиевич
Юрий Георгиевич Бахтин (23 февраля 1929, город Пугачев, теперь Саратовской области, Россия — 10 августа 2010, город Симферополь) — советский партийный деятель. Депутат Верховного Совета УССР 8-11-го созывов. Член ЦК КПУ в 1981—1990 г.

## Биография
В 1951 году окончил Крымский сельскохозяйственный институт имени Калинина. В 1951—1953 годах — агроном в городе Ялта. В 1953—1955 годах — главный агроном Белогорской машинно-тракторной станции № 2 Крымской области.
В 1954 году вступил в КПСС. В 1955—1960 годах — инструктор Крымского областного комитета КПУ.
В 1960—1961 г. — председатель исполнительного комитета Азовского районного совета депутатов трудящихся Крымской области.
В 1961—1965 г. — 1-й секретарь Красногвардейского районного комитета КПУ Крымской области, начальник Красногвардейского территориального колхозно-совхозного управления. В 1965—1977 г. — 1-й секретарь Симферопольского районного комитета КПУ Крымской области. В 1970 году окончил заочно Высшую партийную школу при ЦК КПСС.
В октябре 1977 — декабре 1979 г. — секретарь Крымского областного комитета КПУ. Депутат Верховного Совета УССР 8-11-го созывов по Алуштинскому округу .
21 декабря 1979 — 13 апреля 1985 г. — председатель исполнительного комитета Крымского областного совета народных депутатов.
В апреле 1985 — апреле 1990 г. — заместитель председателя Президиума Верховного Совета Украинской ССР. Член ЦК КПУ в 1981—1990 г.
С 1990 года — на пенсии. Умер в Симферополе 10 августа 2010 года.

## Награды
- два ордена Ленина,
- орден Октябрьской революции,
- орден Трудового Красного Знамени,
- медали